# رودني براون (منافس ألعاب قوى)
رودني براون (بالإنجليزية: Rodney Brown)‏ هو منافس ألعاب قوى أمريكي، ولد في 21 مايو 1993 في Chappell Hill, Texas ‏ في الولايات المتحدة.

## وصلات خارجية
- رودني براون على موقع الاتحاد الدولي لألعاب القوى (الإنجليزية)
- رودني براون على موقع الاتحاد الأمريكي لسباقات المضمار والميدان (الإنجليزية)
- رودني براون على موقع الدوري الماسي (الإنجليزية)